# 曼加斯區

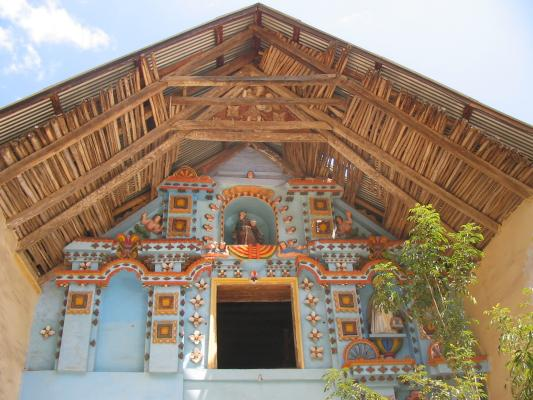

曼加斯區（西班牙語：Distrito de Mangas），是秘魯的一個區，位於該國北部安卡什大區的博洛涅西省，面積115.84平方公里，海拔高度3,459米，2005年人口559，人口密度為每平方公里4.8人。